# Base aérienne de Malmen
La base aérienne de Malmen (suédois: Malmens flygplats) est une base aérienne militaire située à Malmslätt, municipalité de Linköping, comté d'Östergötland, Suède. Elle est située 5,6 kilomètres à l'ouest de Linköping.
Carl Cederström a ouvert la base en 1912. Au début, la base aérienne ne comptait que trois avions, mais d'autres ont été achetés la même année. De 1926 à 1974, elle servit de base aérienne à l'escadron d'Östgöta (F 3). En 1974, l'escadron est fermé et la base aérienne confiée à l'escadron de Bråvalla (F 13), puis à l'escadron Uppland (F 16). Depuis 1998, elle sert de base principale aux unités d'hélicoptères des forces armées suédoises, avec Helikopterflottiljen. 
Depuis 2003, la Royal Swedish Airschool y est installée pour former les pilotes avec des Sk 60. Le musée des forces aériennes suédoises est également situé sur la base aérienne.

## Emprises
L'aérodrome est situé à une altitude de 308 pieds (94 mètres) au-dessus du niveau moyen de la mer. Il possède deux pistes en asphalte: la 01/19 et la 08/26[réf. nécessaire].